# ایکسیون
ایکسیون (‎/ɪkˈsaɪ.ən/‎ ik-SY-ən; یونانی: Ἰξίων، gen. : Ἰξίωνος به معنی "بومی قوی") در داستان‌های اساطیری یونان باستان، فرمانروای لاپیت‌ها، از قبایل باستانی تسالی بود دربارهٔ این که پدر او در اساطیر کدامیک بوده، شبهات زیادی وجود دارد.

## داستان

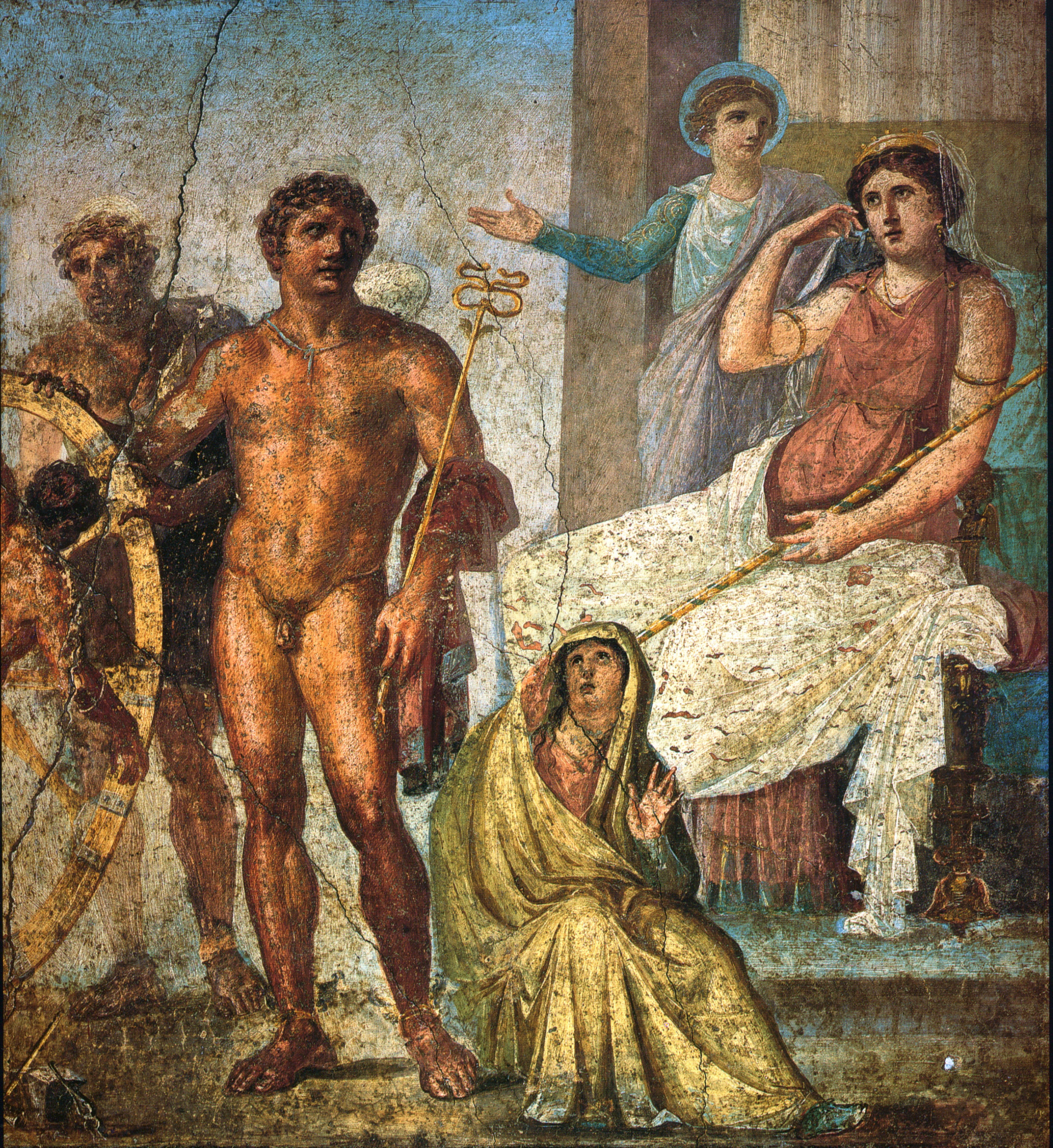
تصویری از مجازات او که به چرخ بسته شده

در مناطق کوهستانی تسالی نژادی اسطوره ای زندگی می‌کردند که لاپیت نام داشتند. ایکسیون، پادشاه لاپیت‌ها، عاشق دختر اینئوس شد و خواست با او ازدواج کند. طبق مراسم نزد پدر عروس رفت و دختر را از او خواستگاری کرد. اینئوس که از ایکسیون خوشش نیامده بود، مهریه‌ای بالا برای دخترش تعیین می‌کند ولی ایکسیون می‌پذیرد و هربار اینئوس مبلغ را بالاتر می‌برد تا این که ایکسیون از کوره دررفته و با عصبانیت او را درون آتش می‌اندازد تا بمیرد.
پیش از آن هیچ فرد مشهور و ناموری قتل انجام نداده بود و تنها عوام و افراد پست مرتکب قتل می‌شدند. خدایان از این اتفاق ناراحت شده و تصمیم به عکس‌العمل گرفتند. زئوس ایکسیون را به المپ آورد تا درباره‌اش تصمیم‌گیری کند.
در المپ ایکسیون با دیدن هرا تصمیم به تجاوز به او را می‌گیرد ولی هرا به جای خودش ابری بدلی ظاهر کرده و غیب می‌شود. ایکسیون ندانسته با ابر همبستر شده و از این رابطه شبه‌انسانی به نام سنتائوروس (کنتائوروس) زاده می‌شود.
خدایان که به ماجرا آگاه شدند ایکسیون را محاکمه کردند. چون او موفق به تجاوز به هرا نشده بود، از مجازات اعدام او چشم‌پوشی کردند در عوض او را در تارتاروس حبس کردند. در آنجا او به چرخی زنجیر شده بود و تا ابد در دنیای مردگان می‌چرخید.